# Barata (máquina)

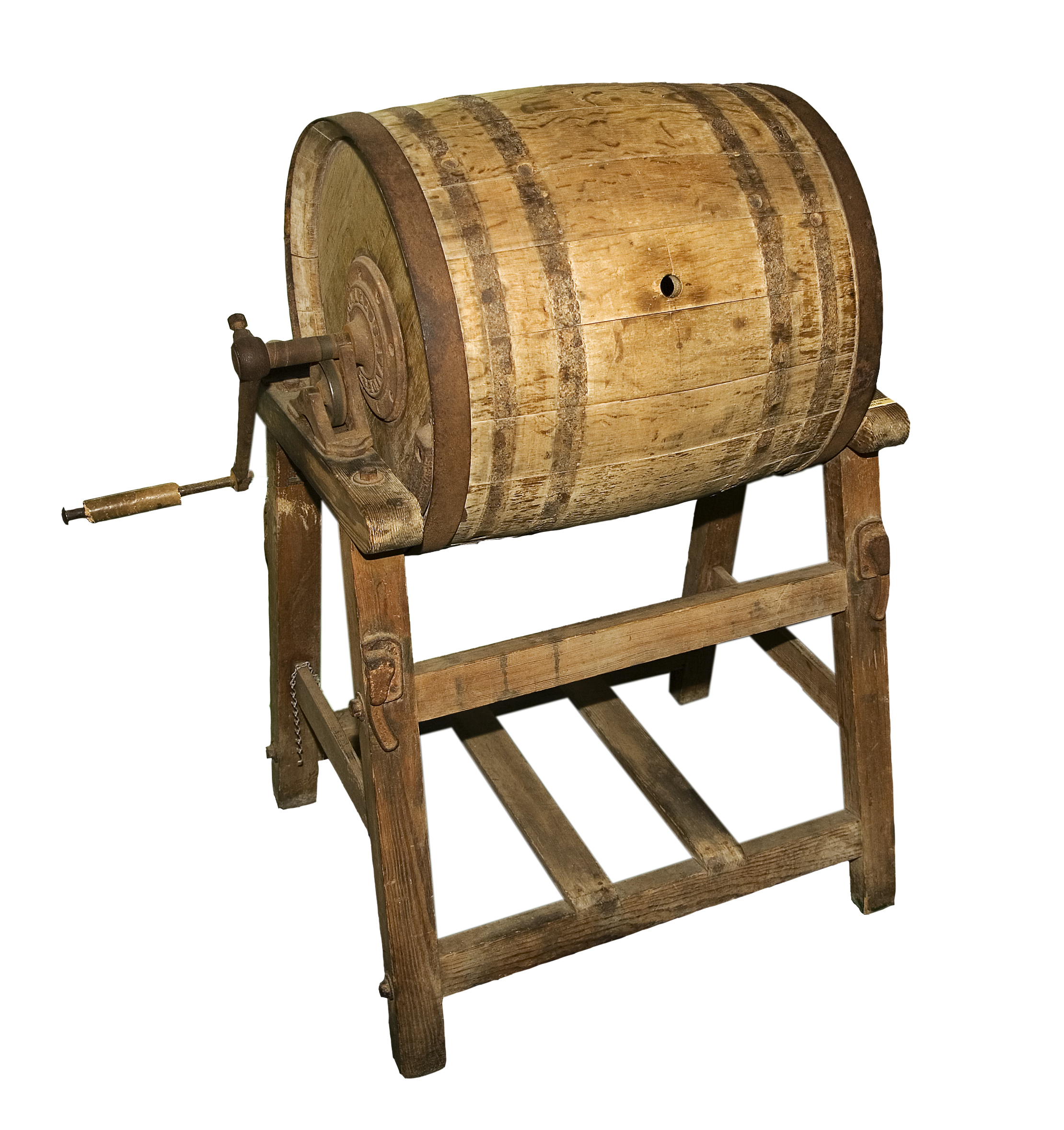
Uma batedeira de manteiga tipo barril

Uma batedeira de manteiga tipo pistão típica usada pelos pioneiros americanos

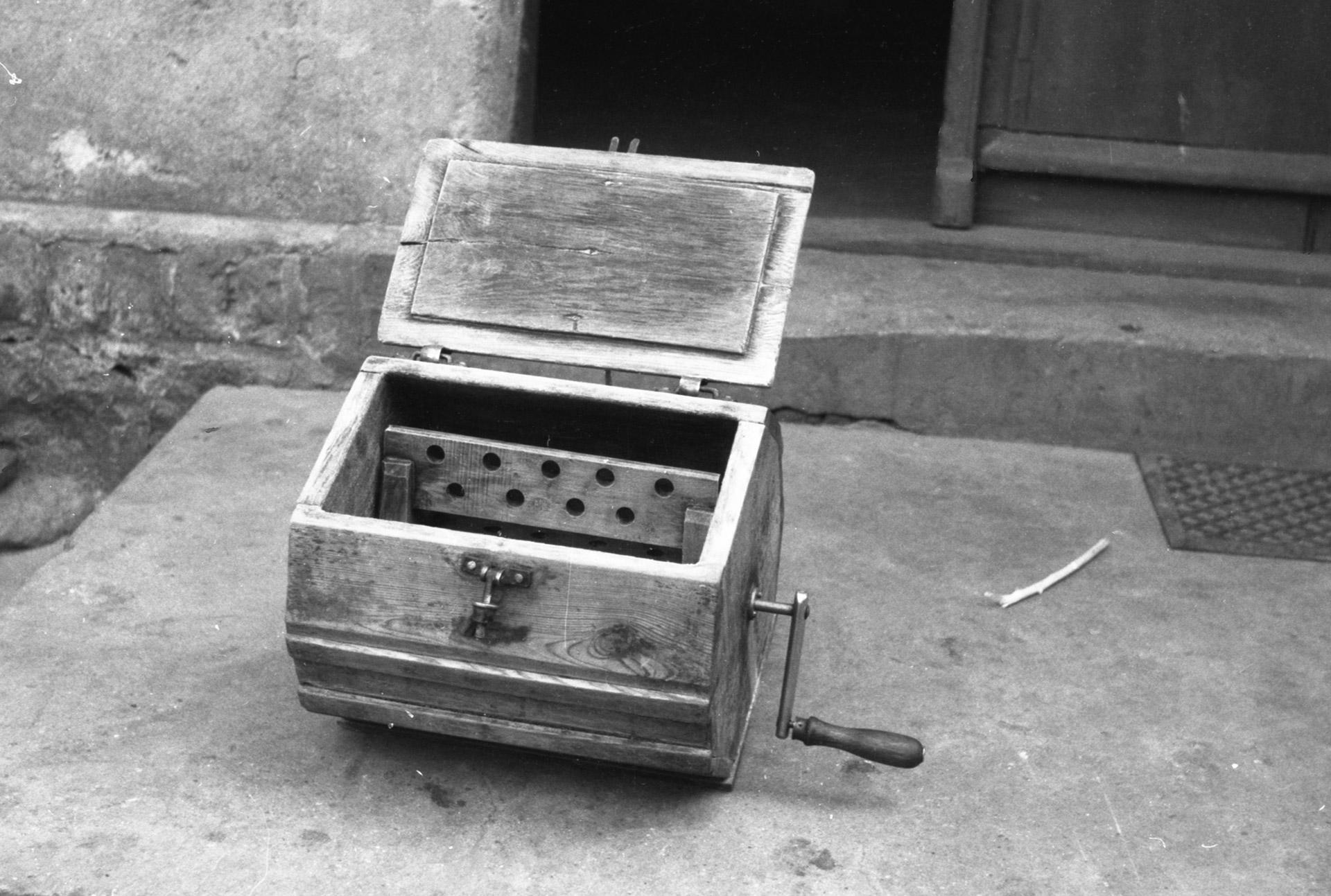
Uma batedeira de manteiga tipo pá

Uma batedeira de manteiga é um dispositivo usado para converter nata em manteiga, um processo conhecido como batedura. Isso é feito por meio de um processo mecânico, frequentemente através de uma haste inserida na tampa da batedeira ou por uma manivela usada para girar um dispositivo rotativo dentro da batedeira.

## Etimologia
Acredita-se que a palavra manteiga derive do termo grego bou-tyron, cujo significado aproximado é 'queijo de vaca'. Outros acreditam que ela tenha origem na cultura dos citas, já que os gregos antigos tendiam a criar ovelhas e cabras, cujo leite não é tão adequado para fazer manteiga quanto o leite de vaca, que era o principal rebanho dos citas.
A palavra batedeira vem do inglês antigo ċyrin, que significa 'bater'. Provavelmente, deriva do inglês antigo cyrnel, que significa 'grão', devido à aparência dos grãos de manteiga após o leite ser batido.
A batedeira de manteiga deu seu nome e forma aproximada ao tanque de leite, que é usado para transportar leite, não para batê-lo.

## História

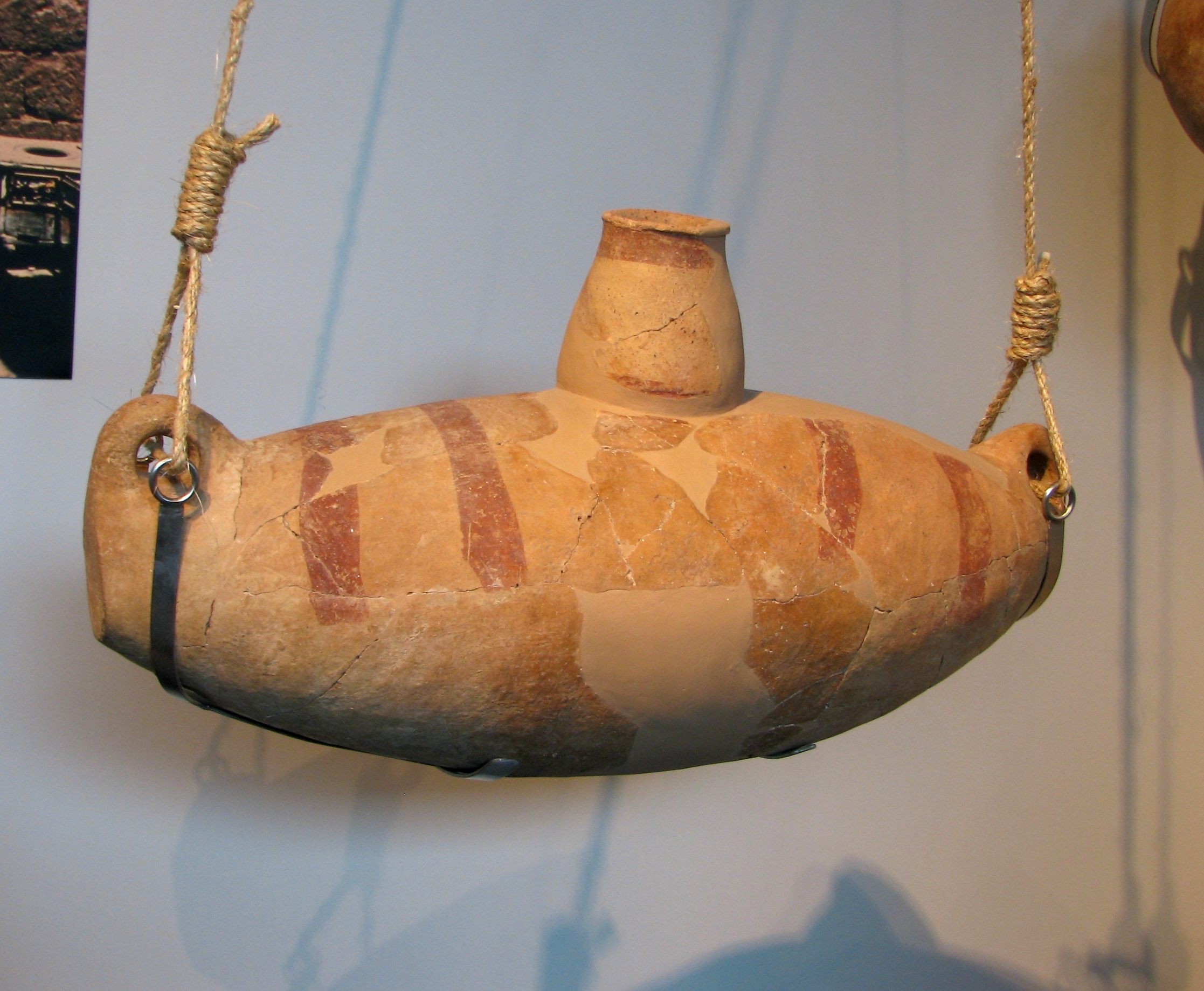
Uma grande batedeira de manteiga do período Calcolítico, Museu de Israel

O uso da manteiga é mencionado em obras bíblicas, e os primeiros recipientes de batedeira de manteiga pertencentes à cultura de Beersheba em Israel foram encontrados em Bir Abu Matar, datando do período Calcolítico, entre 6500–5500 a.C.
A batedeira de manteiga na Europa pode ter existido já no século VI d.C., como pode ser visto pelo que parece ser uma tampa de batedeira encontrada na Escócia e datada dessa época. Na tradição europeia, a batedeira de manteiga era principalmente um dispositivo usado por mulheres, e a batedura da manteiga era uma responsabilidade essencial, junto com outras tarefas domésticas. Em tradições mais antigas de fabricação de manteiga, culturas nômades colocavam o leite em bolsas de couro e produziam manteiga sacudindo a bolsa manualmente ou possivelmente amarrando-a a um animal de carga, produzindo manteiga simplesmente pelo movimento do animal. Alguns teóricos acreditam que foi assim que o processo de criação da manteiga foi descoberto. Algumas culturas ainda usam um processo semelhante, no qual uma bolsa é cheia de leite, amarrada a um bastão e sacudida vigorosamente.

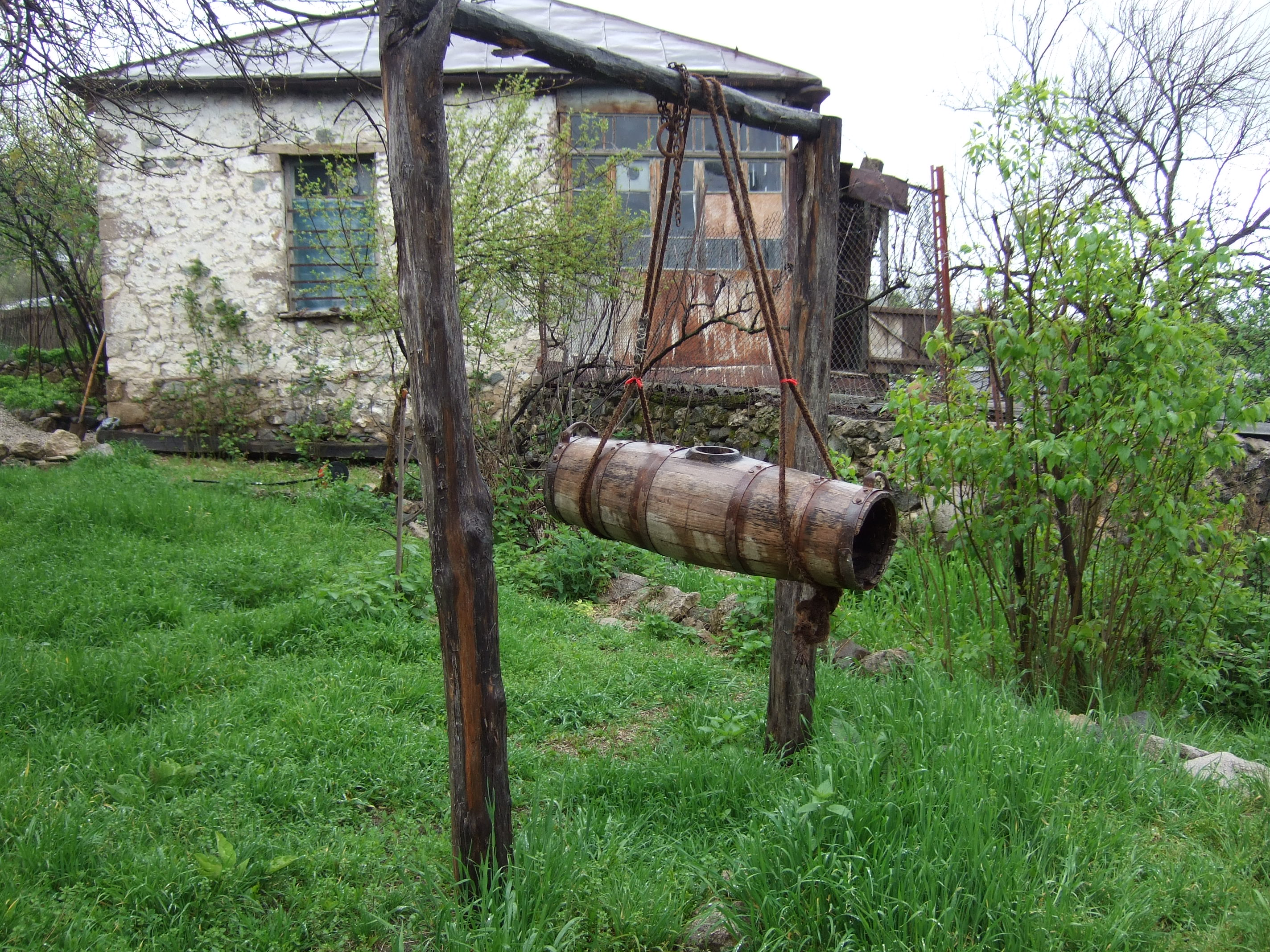
Uma antiga batedeira de manteiga horizontal em Tsaghkashat, Nagorno-Karabakh

## Tipos de batedeira de manteiga

### Batedeira de pistão
Os tipos mais historicamente proeminentes de batedeiras de manteiga são as de pistão, que consistem em um recipiente, geralmente feito de madeira, onde a ação de bater é criada movendo-se verticalmente uma haste inserida no topo. Esse tipo de batedeira também é conhecido como batedeira 'para cima e para baixo', batedeira de tina, batedeira de pistão, batedeira de socar, batedeira de bater, batedeira de golpear ou plowt-kirn (onde "kirn" é uma palavra escocesa/norte-inglesa para batedeira). A haste usada na batedeira é conhecida como pistão, haste do pistão, haste da batedeira, bastão de bater, socador ou kirn-staff.

### Batedeira de pá

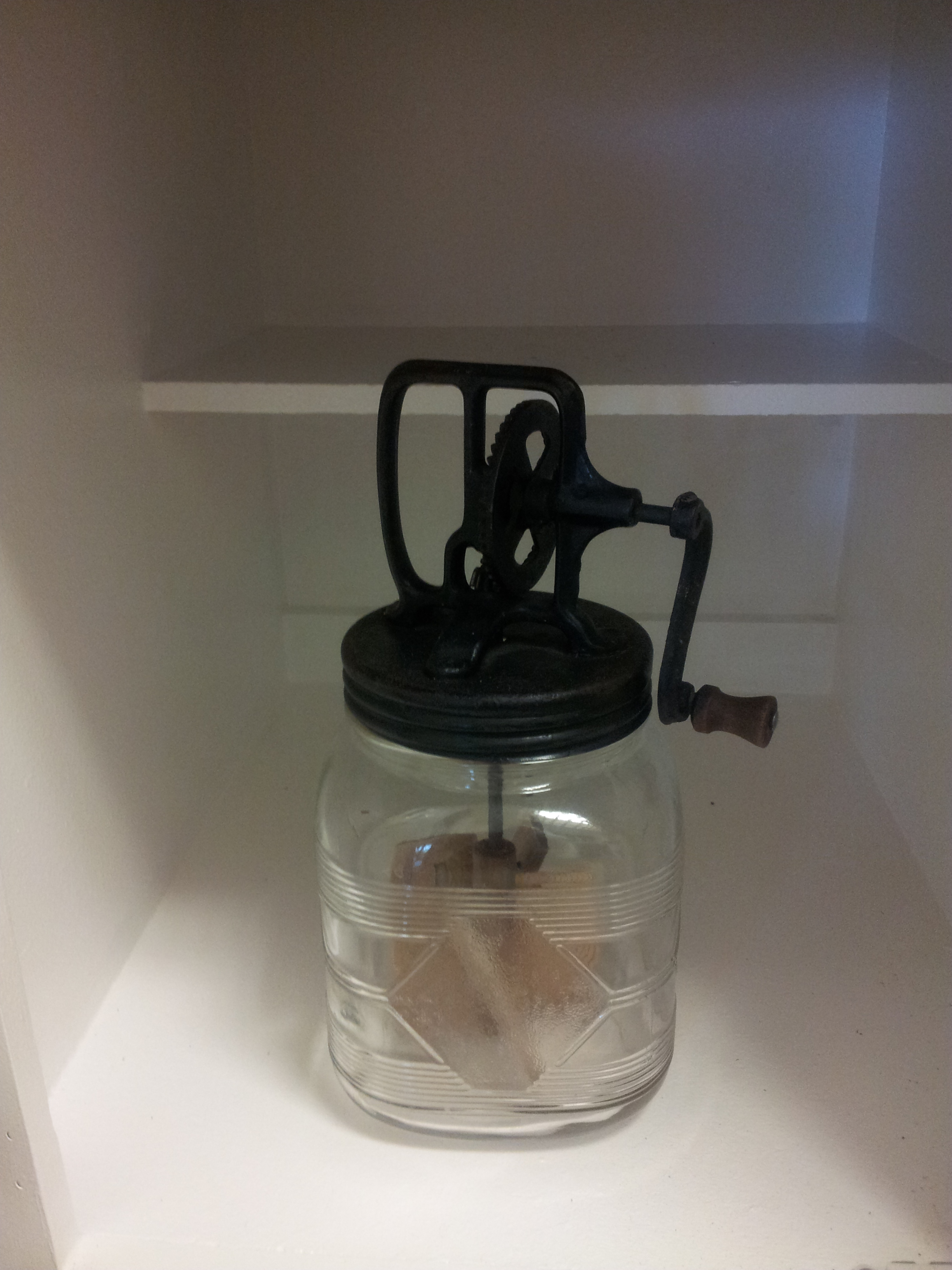
Batedeira de manteiga tipo pá acionada manualmente

Outro tipo proeminente de batedeira era a de pá, que consistia em um recipiente com uma pá acionada por uma manivela. A pá batia a manteiga dentro do recipiente quando a manivela era girada.

### Batedeira de barril (com manivela)

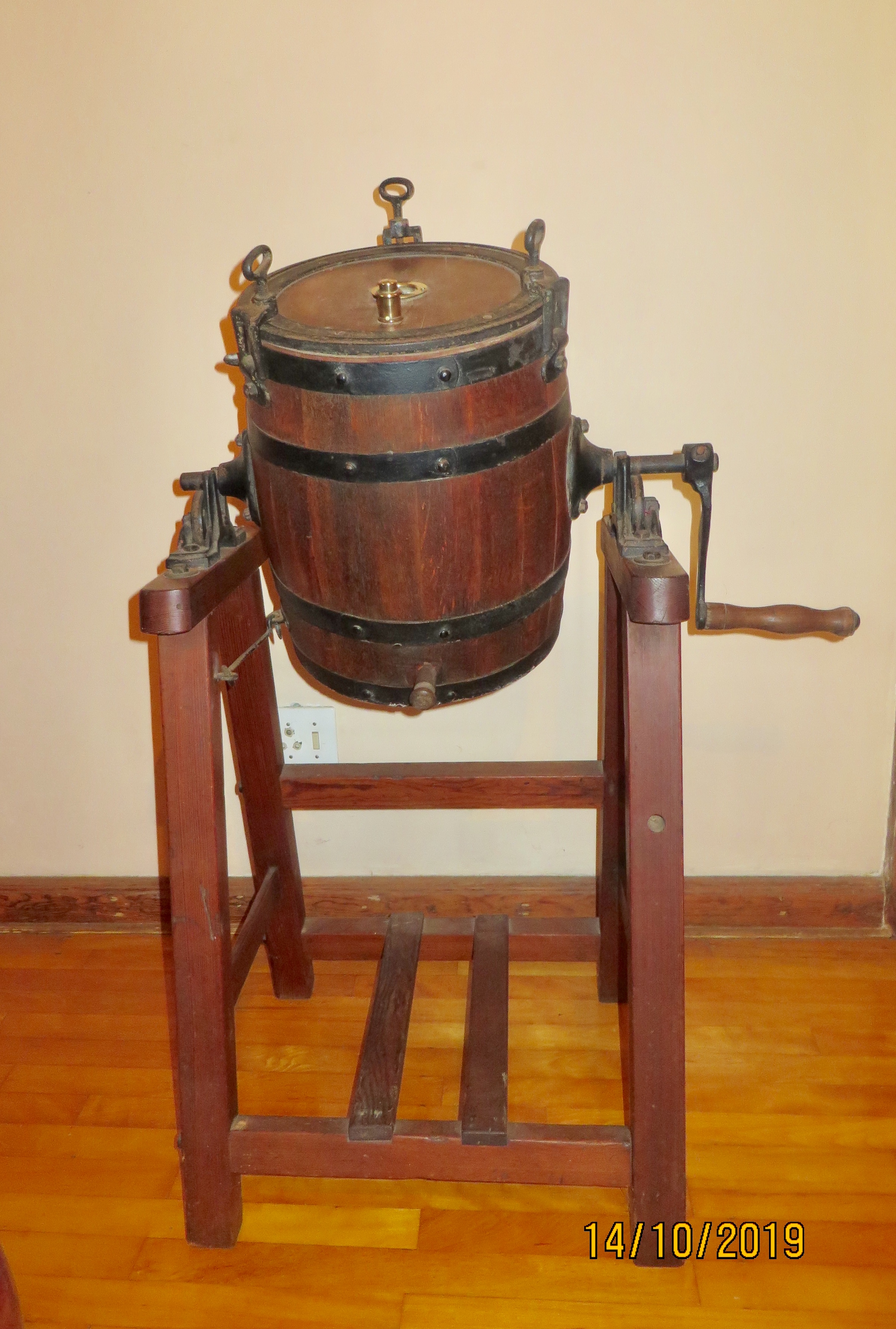
Batedeira para fazer manteiga com rotação vertical

A batedeira de barril também era amplamente utilizada. Esse tipo de batedeira era um barril colocado de lado com uma manivela acoplada. A manivela girava um dispositivo de pá dentro da batedeira, como na batedeira de pá, ou girava todo o barril horizontal ou verticalmente, dependendo de sua construção. A agitação do creme dessa maneira convertia o leite em manteiga. A batedeira de barril foi uma das inovações agrícolas do século XVIII na Europa.

### Batedeira de cadeira de balanço
Uma invenção particularmente notável foi a batedeira de manteiga de cadeira de balanço. Esse dispositivo, inventado por Alfred Clark, consistia em um barril acoplado a uma cadeira de balanço. Enquanto a cadeira de balanço se movia, o barril se movia e batia o leite dentro dele, transformando-o em manteiga.